# Ceraspis alvarengai
Ceraspis alvarengai är en skalbaggsart som beskrevs av Frey 1973. Ceraspis alvarengai ingår i släktet Ceraspis och familjen Melolonthidae. Inga underarter finns listade i Catalogue of Life.